# Ленови
Ленови (Linaceae) е семейство покритосеменни растения от разред Malpighiales. Включва около 250 вида, главно тревисти растения. Разпространени са предимно в умерените зони на Северното полукълбо.

## Родове
- Anisadenia
- Cliococca
- Hesperolinon
- Linum – Лен
- Radiola – Радиола
- Reinwardtia
- Sclerolinon
- Tirpitzia